# Amelia Batistich

Amelia Batistich, née le 11 mars 1915 et décédée le 14 août 2004, était une écrivaine néo-zélandaise d'origine croate. 

## Biographie
Amelia Batistich est née le 11 mars 1915 à Dargaville, fille d'Ivan Barbarich et Milka Matutinovich, pionniers dalmates dans le district du Wairoa. Son père, originaire de Zaostrog, est parti en Nouvelle-Zélande en 1896, y a exercé toutes sortes de métiers, avant de revenir peu avant la Première Guerre Mondiale. Afin d'échapper à la conscription dans l'Armée commune, il est reparti en Nouvelle-Zélande, bientôt rejoint par sa fiancée Milka. Mariés, ils ont géré deux entreprises : une carrière et une pension, notamment pour les nouveaux arrivants de Dalmatie. Amelia a été éduquée en grande partie dans un internat catholique irlandais, à Pukekohe. C'est de cette époque qu'Amelia Batistich date sa vocation d'écrivaine : à l'âge de 9 ans, alitée à cause de la rougeole, elle a lu un livre très triste et a pleuré. Elle s'est alors redressée dans son lit et s'est juré à voix haute que lorsqu'elle grandirait, elle écrirait des livres qui feraient pleurer les gens.
À l'âge de onze ans, sa famille a déménagé à Auckland, ville qu'elle n'a plus quittée. Elle s'est mariée le 24 avril 1935 à Tony Batistich, le directeur de la carrière de son père, avec qui elle a eu trois enfants : Gloria, décédée en 1997, onze ans après son père, Lynette et Anthony. Au cours de sa vie, elle a exercé toutes sortes de métiers : assistante d'un libraire d'occasion, bibliothécaire au Training College à Auckland (lieu de formation des enseignants), copywriter, secrétaire d'avocat, souvent sur Queen Street. En 1984, elle fut honorée pour son œuvre par l'antenne d'Auckland du P.E.N. Club International. En 1995 elle devint présidente d'honneur du P.E.N. Club de Nouvelle-Zélande et en 1997 elle obtint la médaille du service de la Reine pour services rendus à la communauté. Amelia Batistich est décédée le 14 août 2004.

## Œuvre

### Carrière littéraire
Le premier texte publié d'Amelia Batistich consistait en quelques lignes qu'elle n'osait guère appeler des vers dans une revue de paris hippiques, Best Bets, au sujet d'un cheval appelé Brookby Song. Son père, qui aimait les chevaux, était mourant la semaine de la sortie du magazine, et lui demandait sans cesse de lui relire ses vers.
Ses premières nouvelles avaient été écrites en tant qu'exercices pour un cours d'écriture de la Workers' Educational Association en 1948 : deux d'entre elles furent acceptées pour une publication en moins d'un mois dans The Listener. Les années suivantes, elle publia dans d'autres journaux, comme Arena, Here and Now, Northland ou New Zealand Weekly News. Elle devint une collaboratrice régulière de la revue de littérature pour enfants New Zealand School Journal, pendant vingt-cinq ans. Du fait de ses origines, on lui demanda souvent d'écrire sur les autres minorités (chinoise, maori, scandinave...) Elle publia son premier livre de nouvelles chez Longman Paul, An Olive Tree in Dalmatia, en 1963, en référence aux oliviers de Cornwall Park à Auckland, les seuls qu'elle connût.
Vers la fin des années 70, Amelia Batistich a connu des difficultés à faire publier son roman Sing Vila in the Mountains, du fait de difficultés financières de son éditeur. Or, en 1980, la société des émigrants yougoslaves projeta la publication d'une série intitulée Notre belle patrie, destinée à accueillir des publications des émigrants yougoslaves et de leurs descendants du monde entier. Son roman fut alors traduit par une professeure de l'Université de Zagreb, Branka Kesic-Safar, et elle fut invitée en Yougoslavie en 1981 pour assister au lancement du livre. Elle considérait ce voyage comme l'apogée de sa vie d'écrivain.

### Postérité et influence
Amelia Batistich est l'écrivain le plus connu de la communauté dalmate aussi bien parmi sa propre communauté que par l'ensemble des Néo-zélandais. Dans sa critique de Never Lost for Words du 16 avril 2001, Michelle Archer dans l'hebdomadaire New Zealand Woman's Weekly estime qu'Amelia Batistich a été l'une des premières femmes immigrées à écrire et qu'elle a encouragé beaucoup d'autres Néo-zélandais d'origine étrangère à en faire de même. Le New Zealand Herald a, lui, estimé que ses nouvelles mettaient en valeur l'éthique du travail des immigrants d'origine croate. Selon Nina Nola, les œuvres d'Amelia Batistich sont caractérisées par leur tridimensionalité (dimensions anglaise, dalmate et maorie), qui reflète la diversité culturelle néo-zélandaise. Margot Schwass, dans sa thèse de master, estime que « sa perpétuation d'une histoire donnée par sa recréation dans une autre narration, par un autre narrateur, illustre le processus de survie de la tradition orale serbo-croate, comme une graine qui dérive à travers les siècles pour se planter dans un sol étranger ».

### Liste des livres publiés
- An Olive Tree in Dalmatia, nouvelles, 1963, réédition en 1980 ;
- Another Mountain, Another Song, roman, 1981 ;
- Pjevaj Vilo u Planini, roman, 1981, traduction en serbo-croate par Branka Kesic-Safar de son roman publié en 1987 ;
- Sing Vila in the Mountains, roman, 1987 ;
- Holy Terrors and Other Stories, nouvelles, 1991 ;
- Never Lost for Words, roman, 2001 ;
- A better life : the diary of Ivana Ivanovich, Dargaville, 1924-25, fiction pour la jeunesse, 2003 ;
- My Story, mémoires, 2003 ;